# Nová synagoga v Erfurtu
Nová synagoga je synagoga v durynském hlavním městě Erfurtu. Nachází se na náměstí Jurije Gagarina a je jedinou synagogou v Durynsku postavenou za dob NDR. Slouží jako modlitebna pro asi 850 členů durynské židovské obce.

## Historie
Prostá dvoupodlažní omítaná budova byla postavena v letech 1951/52 podle plánů, které navrhl Willy Nöckel. Na pozemku, na němž dnes stojí Nová synagoga, stávala až do jejího zničení v roce 1938 Velká synagoga. 20. května 2000 podnikli tři pravicový extrémisté na synagogu žhářský útok.